# Mióma
A mióma a női méh jóindulatú daganata. A miómák többnyire csoportosan fordulnak elő. A miómák mérete változatos, apró 1–2 cm-es miómák néhány év alatt akár kisebb dinnye méretűvé növekedhetnek. Több kisebb méretű mióma és egy-két paradicsom méretű is megférhet egymás mellett. A mióma, más néven méhizomdaganat esetében előfordulhat hogy jól körülhatárolható tok veszi körül.

## A miómák négy fő típusa
1. a méhen kívül, a méh és a hashártya felszíne közötti mióma
2. a méh felszínén, a méh falában kialakult mióma
3. a méh belső felszínét borító nyálkahártya (endometrium) alatt elhelyezkedő mióma.[1]
4. a méh külső felszínéhez nyéllel kapcsolódó (ún. nyeles) mióma

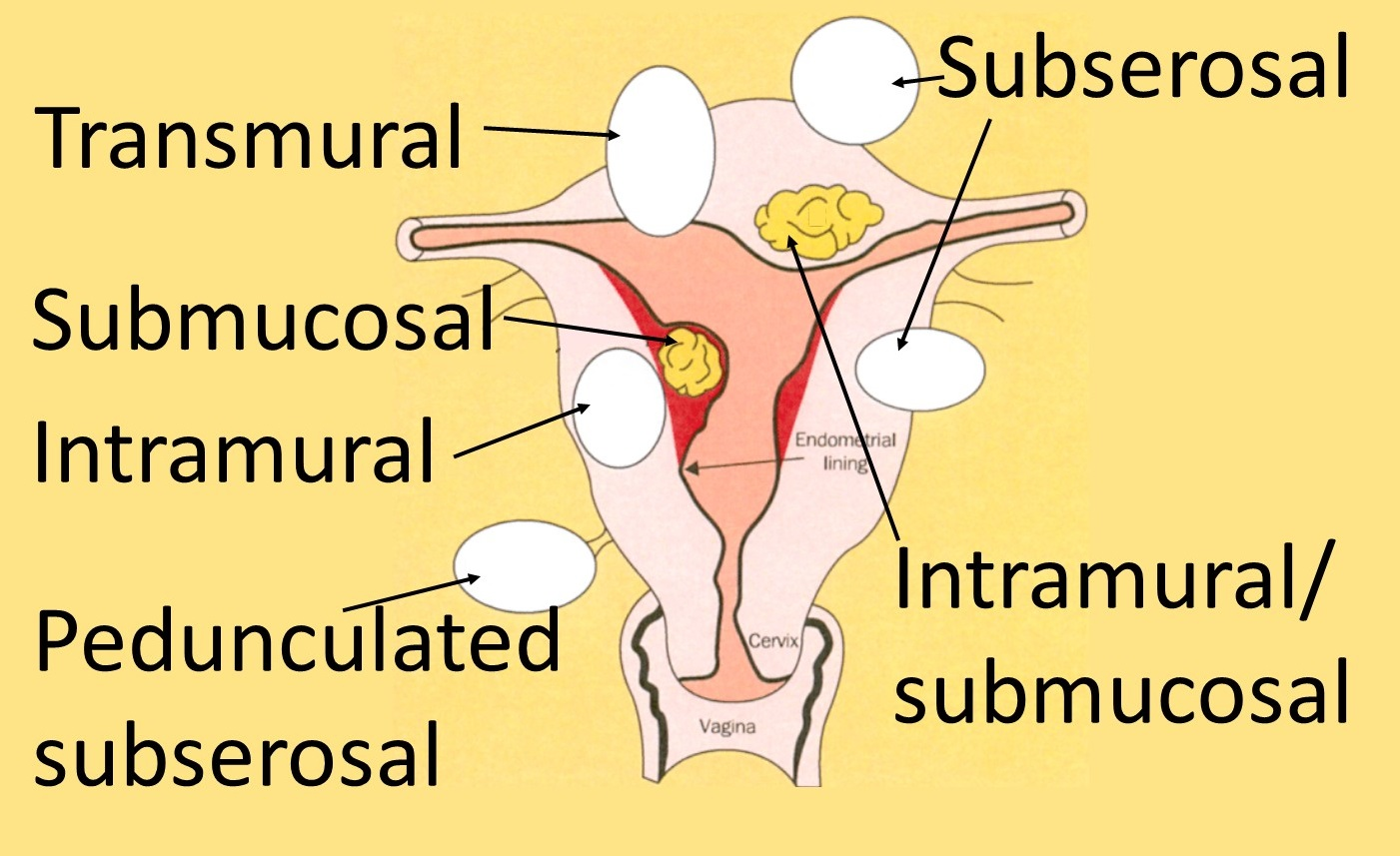
A mióma típusai elhelyezkedés szerint

A mióma főleg a 35–45 év közötti nők körében jellemző. Ma már azonban egyre több a fiatal korosztály körében előforduló megbetegedés. A miómák elhelyezkedésüktől függően a teherbeesést nehezíthetik. A miómák előfordulása rassztól, egyéni adottságoktól, az egyén életmódjától, környezeti hatásoktól, örökletes tényezőktől függően változik.

## Mióma kialakulásának oka (mióma hajlamosító tényezők)
A mióma kialakulásának oka legtöbb esetben a hormonális egyensúly megbomlása, a két legfontosabb női nemi hormon, az ösztrogén–progeszteron arányának az ösztrogéndominancia irányába történő eltolódása. Ennek következtében az ösztrogén sejtosztódást serkentő hatása fokozottan érvényesül a méhfalon, amely eredménye a miómák növekedése. A hormonegyensúly vesztés és a párhuzamosan megjelenő nőgyógyászati betegségek összefüggésbe hozható a XXI. század vegyipar, gyógyszeripar, élelmiszeripar fejlődésével, az egyre nagyobb méreteket öltő ösztrogén hatású mesterséges vegyületek életünk összes területét érintő megjelenésével.[forrás?]
A mióma kialakulásának magyarázatára jelenlegi ismereteink szerint tudományos kutatások nem állnak rendelkezésre. Ezért ma mióma vagy más nőgyógyászati betegségek esetén (pl. endometriózis) inkább hajlamosító tényezők kifejezést használják.

## Mióma tünetek
A kisebb méretű miómák kevésbé, a nagyobb méretű miómák okoznak inkább panaszokat. A mióma betegnél általában a mióma, az azt kiváltó ösztrogén dominancia, a hormon egyensúlytalanság okozhat kellemetlen tüneteket.
A mióma tünetei leggyakrabban az alhasi fájdalom, alhasi nyomó érzés, amelyet menstruáció során az átlagostól erősebb, alvadékos vérzés kísér.
A rendellenes menstruációs vérzés következtében a mióma beteg nők körében gyakran megjelenik a vashiányos vérszegénység. A vashiányos vérszegénység komoly életminőség-romlást eredményez, hiszen a szervezet oxigénhiánya miatt megjelenik a fáradékonyság, a fizikai teljesítőképesség hiánya, koncentrációzavar, levertség, depresszió és más lelki tünetek is.

## A mióma kezelése
Nőgyógyászati vizsgálat során állapítják meg a méhmiómát. Szülész-nőgyógyász szakorvosok gyógyszeres vagy műtéti megoldásokat javasolnak. A mióma eltávolító műtét típusa a mióma méretétől és elhelyezkedésétől függ. Családtervezésen túli nők esetében a mióma eltávolítása gyakran jár együtt a méh eltávolításával. A méheltávolításnak különböző típusai ismertek. Érdemes mérlegelni a méheltávolítással járó előnyöket, hátrányokat, lehetséges szövődményeket. Ezenkívül terápiás opció lehet az intervenciós radiológia eszköztárába tartozó embolizáció is.